# 池内町 (宮崎市)
池内町（いけうちちょう）とは、宮崎県宮崎市内の地名。大宮地域自治区に属している。郵便番号は880-0041。

## 地理
宮崎市の中北部、大宮地域自治区の北側に位置する。大淀川左岸の低地帯に位置し、低地は主に住宅街・農地となっているが、多くは山林が占める。
北東方を大字広原、東方を新名爪・南方町・花ケ島町、南方を下北方町、南西方を平和が丘東町・平和が丘北町、西方を大字上北方、北西方を大字瓜生野と接する

## 地名の由来
宇佐宮領宮崎庄の一部が鎌倉時代に「北方・南方・池内方」の３方に分かれ、その後北方が「下北方・上北方」に分かれた、とされる。

## 歴史
- 1924年 - 宮崎市制により大字池内が成立。
- 1927年 - 大字池内より、池内町が成立。大字池内は消滅。
- 1970年 - 池内町より、平和が丘東町・平和が丘北町・平和が丘西町が成立。

## 世帯数と人口
2023年（令和5年）9月1日現在の世帯数と人口は以下の通りである。
| 町丁   | 世帯数  | 人口   |
| ------ | ------- | ------ |
| 池内町 | 714世帯 | 1447人 |

## 小・中学校の学区
市立小・中学校に通う場合、学区は以下の通りとなる。
| 町名   | 小学校             | 中学校             |
| ------ | ------------------ | ------------------ |
| 池内町 | 宮崎市立池内小学校 | 宮崎市立大宮中学校 |

## 交通

### バス
宮交グループの運営するバスが営業している。

### 道路
- 宮崎県道9号宮崎西環状線 (宮崎外環状線)
- 宮崎県道44号宮崎高鍋線

## 施設
- 宮崎市立池内小学校
- 古賀総合病院